# Ministri degli affari esteri della Repubblica Ceca
Il presente elenco raccoglie tutti i nomi dei titolari del Ministero degli affari esteri della Repubblica Ceca, dalla nascita della Repubblica parlamentare nel 1993. 

## Lista
| Ministro      | Ministro       | Ministro                        | Partito                                                        | Governo          | Mandato          | Mandato          |
| Ministro      | Ministro       | Ministro                        | Partito                                                        | Governo          | Inizio           | Fine             |
| ------------- | -------------- | ------------------------------- | -------------------------------------------------------------- | ---------------- | ---------------- | ---------------- |
| Affari esteri |                |                                 |                                                                |                  |                  |                  |
|               |                | Josef Zieleniec (1946)          | Partito Democratico Civico                                     | Klaus I          | 1º gennaio 1993  | 4 luglio 1996    |
| Klaus II      | 4 luglio 1996  | Josef Zieleniec (1946)          | Partito Democratico Civico                                     | 23 ottobre 1997  |                  |                  |
| Klaus II      |                |                                 | Jaroslav Šedivý (1929-2023)                                    | Indipendente     | 8 novembre 1997  | 2 gennaio 1998   |
| Tošovský      | 2 gennaio 1998 | 22 luglio 1998                  | Jaroslav Šedivý (1929-2023)                                    | Indipendente     |                  |                  |
|               |                | Jan Kavan (1946)                | Partito Social Democratico Ceco                                | Zeman            | 22 luglio 1998   | 15 luglio 2002   |
|               |                | Cyril Svoboda (1956)            | Unione Cristiana e Democratica - Partito Popolare Cecoslovacco | Špidla           | 15 luglio 2002   | 4 agosto 2004    |
| Gross         | 4 agosto 2004  | Cyril Svoboda (1956)            | Unione Cristiana e Democratica - Partito Popolare Cecoslovacco | 25 aprile 2005   |                  |                  |
| Paroubek      | 25 aprile 2005 | Cyril Svoboda (1956)            | Unione Cristiana e Democratica - Partito Popolare Cecoslovacco | 4 settembre 2006 |                  |                  |
|               |                | Alexandr Vondra (1961)          | Indipendente                                                   | Topolánek I      | 4 settembre 2006 | 9 gennaio 2007   |
|               |                | Karel Schwarzenberg (1937-2023) | Indipendente                                                   | Topolánek II     | 9 gennaio 2007   | 8 maggio 2009    |
|               |                | Jan Kohout (1961)               | Indipendente                                                   | Fischer          | 8 maggio 2009    | 13 luglio 2010   |
|               |                | Karel Schwarzenberg (1937-2023) | TOP 09                                                         | Nečas            | 13 luglio 2010   | 10 luglio 2013   |
|               |                | Jan Kohout (1961)               | Indipendente                                                   | Rusnok           | 10 luglio 2013   | 29 gennaio 2014  |
|               |                | Lubomír Zaorálek (1956)         | Partito Social Democratico Ceco                                | Sobotka          | 29 gennaio 2014  | 13 dicembre 2017 |
|               |                | Martin Stropnický (1956)        | ANO 2011                                                       | Babiš I          | 13 dicembre 2017 | 27 giugno 2018   |
|               |                | Jan Hamáček (ad interim) (1978) | Partito Social Democratico Ceco                                | Babiš II         | 27 giugno 2018   | 15 ottobre 2018  |
|               |                | Tomáš Petříček (1981)           | Partito Social Democratico Ceco                                | Babiš II         | 16 ottobre 2018  | 12 aprile 2021   |
|               |                | Jan Hamáček (ad interim) (1978) | Partito Social Democratico Ceco                                | Babiš II         | 12 aprile 2021   | 21 aprile 2021   |
|               |                | Jakub Kulhánek (1984)           | Partito Social Democratico Ceco                                | Babiš II         | 21 aprile 2021   | 17 dicembre 2021 |
|               |                | Jan Lipavský (1985)             | Partito Pirata Ceco (2021-2024) Indipendente (2024)            | Fiala            | 17 dicembre 2021 | in carica        |
|               |                | Jan Lipavský (1985)             | Partito Pirata Ceco (2021-2024) Indipendente (2024)            | Fiala            | 17 dicembre 2021 | in carica        |

### Esplicative
1. 1 2 3  Ricopre anche la carica di Vice primo ministro.
2. ↑  Di area Partito Democratico Civico.
3. ↑  Ricopre anche la carica di Vice primo ministro dal dicembre 1999.
4. ↑  Ricopre anche la carica di Vice primo ministro fino al 4 agosto 2004.
5. ↑  Di area Partito Democratico Civico.
6. ↑  Di area Partito dei Verdi.
7. 1 2  Ricopre anche la carica di Primo Vice primo ministro.